# 拉維達島

加拉巴哥群島的分佈圖，拉維達島位在R處。

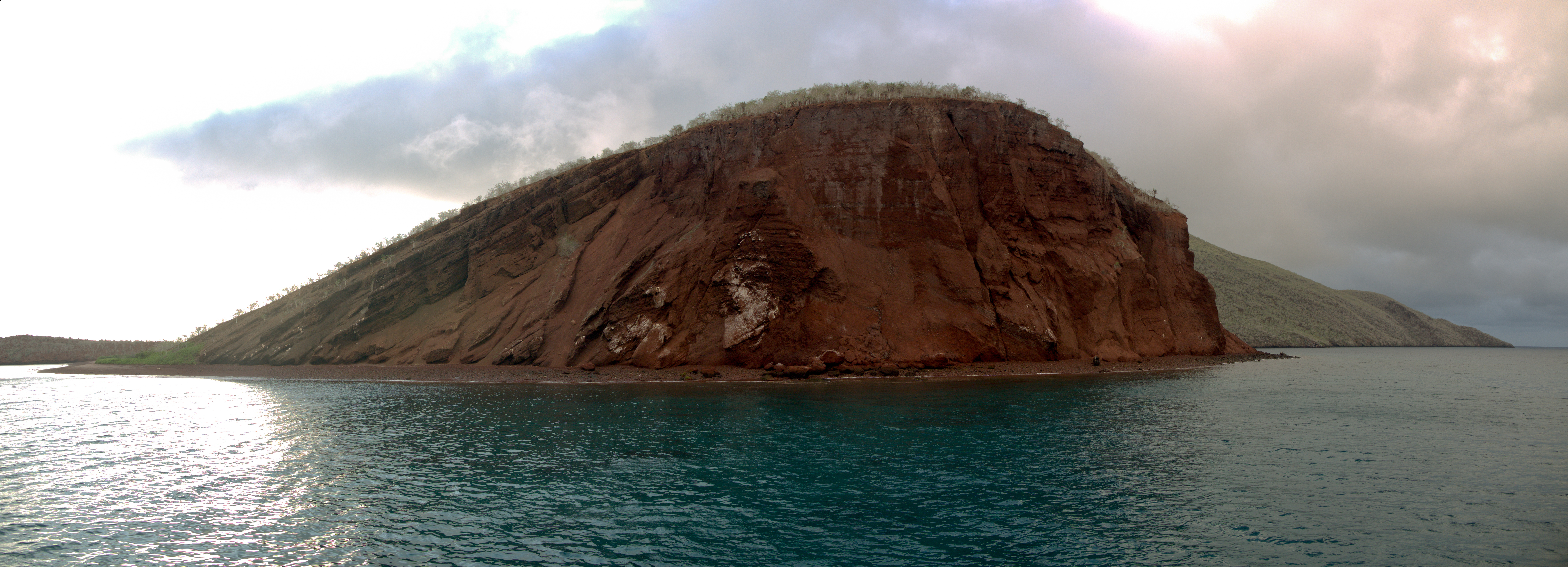
拉維達島

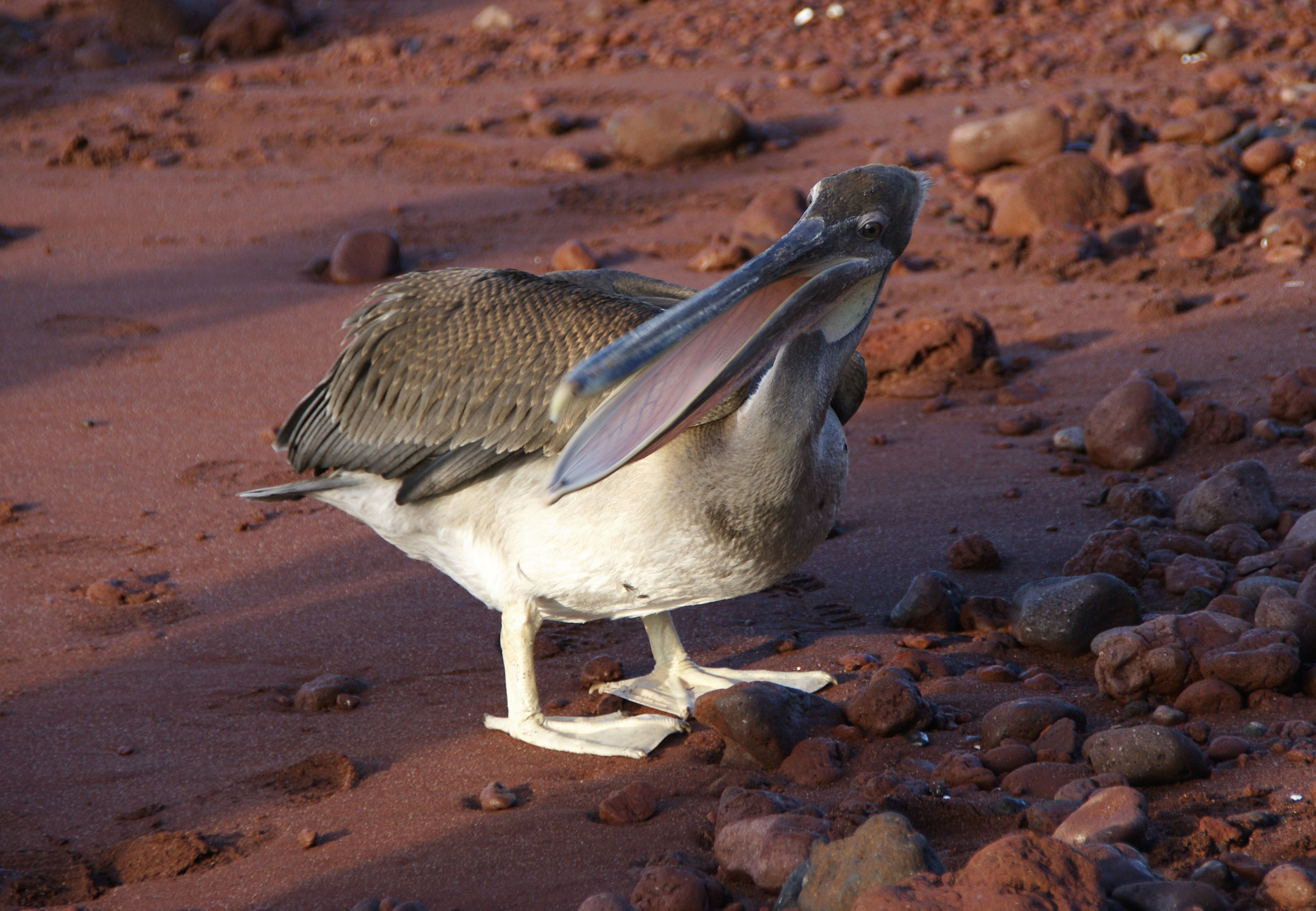
島上的加拉帕戈斯褐鵜鶘

拉維達島（西班牙語：Isla Rábida）是厄瓜多爾的島嶼，位於太平洋海域，南半球，屬於加拉帕戈斯群島的一部分，長3.3公里、寬2.6公里，面積4.9平方公里，最高點海拔高度367米，島上無人居住。
0°24′47″S 90°42′32″W / 0.413°S 90.709°W